# Home and Away
Home and Away (tạm dịch: Nhà và sân khách) là một bộ phim kịch truyền hình Úc. Nó được tạo ra bởi Alan Bateman và bắt đầu phát sóng trên Seven Network trên 17 tháng 1 năm 1988. Chương trình chiếu lần đầu với tập phim thí điểm chín mươi phút. Kể từ đó, mỗi tập phim tiếp theo được phát sóng trong thời gian hai mươi hai phút và Home and Away đã trở thành bộ phim truyền hình thứ hai dài nhất trong truyền hình Úc. Ở Úc, hiện đang phát sóng từ thứ Hai đến thứ Năm lúc 19h (ngày thứ năm, hai tập phim được chiếu trong một giờ).